# Didattica della viola
La trattatistica legata alla didattica della viola nasce alla fine XVIII secolo. Fino alla fine del Settecento nei trattati musicali la viola veniva generalmente presentata in maniera coincisa, fornendo l'accordatura dello strumento e rimandando alla tecnica esecutiva del violino. Dopo la stampa dei primi trattati alla fine del secolo, hanno visto la luce numerose raccolte di studi specifici per lo strumento. Nonostante questo, l'insegnamento della viola è stato fatto durante l'Ottocento principalmente da violinisti, impiegando in genere materiale didattico trascritto dalla letteratura violinistica, e i primi corsi di studio specifici nascono alla fine del XIX secolo. Nel Novecento, in parallelo all'affermazione solistica dello strumento si ha la nascita delle moderne scuole di viola e la creazione di corsi di studio specifici negli istituti musicali.

## Primi metodi per viola

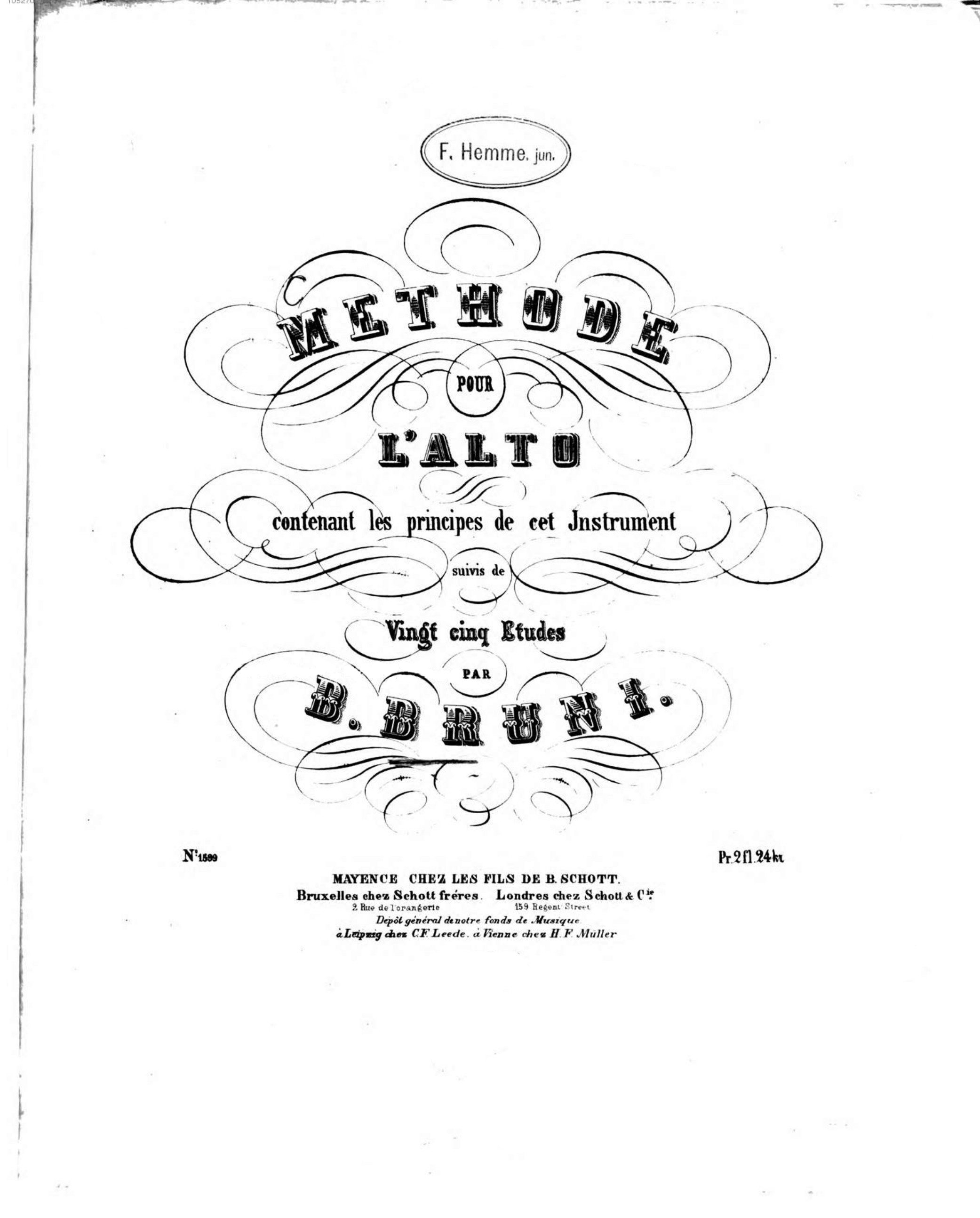
Frontespizio del Métode d'Alto di Antonio Bartolomeo Bruni.

Fino all'inizio del XVIII secolo i trattati musicali e i metodi non fornivano significative indicazioni sul modo di suonare la viola e si dava per scontato che andasse suonata come il violino. I primi metodi comparvero in Francia nella seconda metà del Settecento, ovvero circa mezzo secolo dopo rispetto a quelli per violino o violoncello. La prima pubblicazione nota in merito è il Méthode d'alto (1782, ma diffuso forse già vent'anni prima) di Michel Corrette, seguito da quelli di Jean-Baptiste Cupis (Méthode d'alto, 1788 ca.) e di Michel Woldemar (Méthode d'alto, 1791 ca.). Dei tre quello di Corrette, oltre ad essere il primo, è anche il più significativo dal punto di vista musicale, didattico e storico. Le pubblicazioni francesi hanno probabilmente ispirato la scuola inglese, e intorno al 1795 è stato pubblicato a Londra il manuale anonimo Complete Instructions for the Tenor, che mostra l'influenza dei trattati francesi.
All'inizio dell'Ottocento hanno visto le stampe a Parigi dei metodi più precisi e raffinati dei precedenti, tra i quali il Méthode d'alto (1805) di Antonio Bartolomeo Bruni, quello di Michel Gebauer (Méthode d'alto, 1800 circa, ripubblicato nel 1816) e quello di Jacob Joseph Balthasaar Martinn (Méthode d'alto, 1810-1815). Il metodo di Martinn è rimasto in uso fino ai tempi moderni, ed è stato anche ripubblicato integralmente nell'edizione originaria all'inizio del Novecento su iniziativa di Théophile Laforge, il primo insegnante di viola del Conservatorio di Parigi. Anche il metodo di Bruni, contenente una raccolta di venticinque studi, ha grande importanza storica e notevole interesse musicale; pur essendo realizzato da un violinista italiano, si nota l'influenza della scuola francese di Kreutzer, Rode e Baillot, integrata tuttavia con i contributi originali di Bruni e dall'influsso della scuola italiana.
Sempre all'inizio del secolo sono state pubblicate due raccolte molto importanti, ovvero i 12 Viola-Etüden di Hoffmeister (1800 circa) e i 41 capricci per viola di Campagnoli (Lipsia, 1805 circa). Gli studi di Hoffmeister sono molto musicali e per difficoltà sono paragonabili ai capricci meno impegnativi tra quelli di Rode; propongono un impegno tecnico non banale sia per quanto riguarda l'arco sia le diteggiature. I capricci di Campagnoli sono uno dei suoi lavori più noti e diffusi; come altre scuole didattiche dell'epoca, affrontano i principali aspetti tecnici della musica solistica e d'insieme (al punto da essere talvolta definiti come i Kreutzer della viola) in particolare scale e arpeggi (che si ritrovano negli studi n. 19 e 20), il colpo d'arco staccato (n. 7), ottave e altri intervalli, salti di corda e arpeggi (n. 16, 17, 37). Trova attenzione anche lo studio del cantabile e in numerosi capricci la parte rapida e tecnica è preceduta da un'introduzione lenta che impegna lo studio del legato e delle doppie corde (n. 1, 2, 24, 34).

## Insegnamento nel XIX secolo

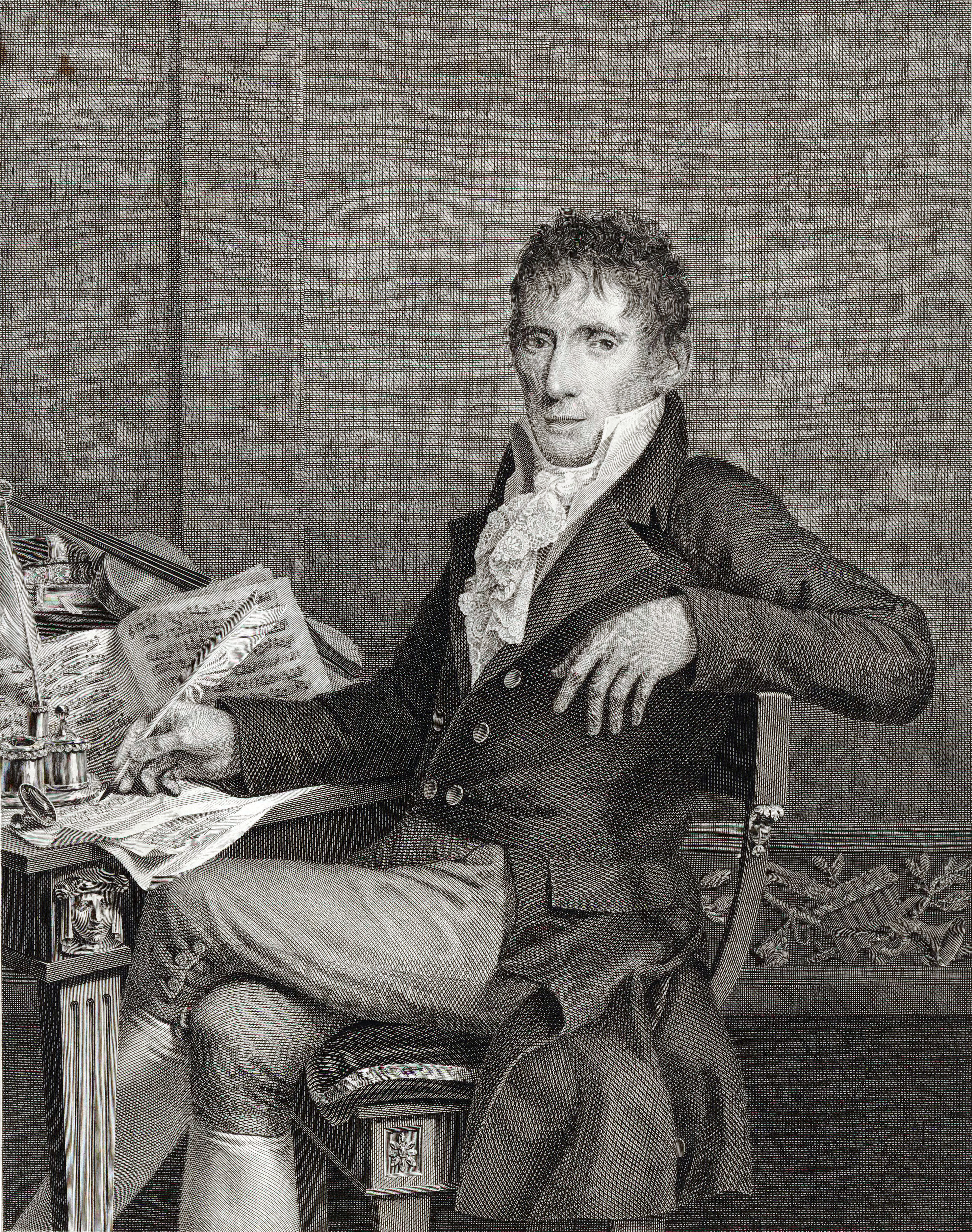
Alessandro Rolla.

Nonostante l'esistenza di metodi e studi specifici per la viola, nell'Ottocento essi godettero di scarsa diffusione e gli insegnanti preferivano l'uso di studi per violino trasportati una quinta sotto, come quelli di Mazas, Kreutzer e Fiorillo. Ciò era dovuto principalmente a due fattori, ovvero il fatto che le pubblicazioni per viola fossero poco diffuse e conosciute, ma soprattutto il fatto che la viola era ritenuta uno strumento secondario e in genere non aveva dei propri corsi di studio specifici. Essa veniva infatti insegnata principalmente da violinisti e non era stato condotto uno studio sistematico delle esigenze tecniche, sia per la mano sinistra che per l'arco, proprie dello strumento, che venivano erroneamente ritenute identiche a quelle del violino. Solo alcuni insegnanti approvavano l'uso dei trattati specifici e alcune altre raccolte furono scritte nel corso del XIX secolo, tra cui quelle di Alessandro Rolla (1820 ca.), Alexis de Garaudé (1823), Heinrich Ernst Kayser (1870 ca. e 1872 ca.), Léon Firket (1873), Hilaire Lüntgen (1874), Richard Hofmann (1880 ca.), Ludwig Göring (1883), Hermann Ritter (1890 ca.), Clemens Meyer (1894), Carl Weber (1897), Friedrich Hermann (1881), Emil Kreutz (1900 ca.).

## Nascita delle moderne scuole

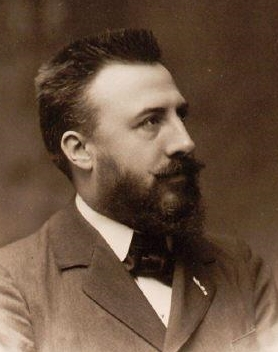
Théophile Laforge.

L'assenza di corsi di studio specifici per la viola destò alcune perplessità nel corso dell'Ottocento. Berlioz, in una lettera a Humbert Ferrand, ha criticato aspramente il Conservatoire per l'assenza di un corso di viola, sottolineando la necessità di un'adeguata istruzione per i violisti e deprecando la pratica di affidare la parte di viola in orchestra ai violinisti più incapaci, aggravata dal fatto che le parti di viola nelle composizioni dell'epoca non erano tecnicamente semplici come quelle del secolo precedente. La viola è diventata corso d'insegnamento a tutti gli effetti presso il Conservatoire solo nel 1894, quando venne affidata a Théophile Laforge la cattedra di Professeur d'Alto.
Nel corso del XX secolo sono state pubblicate nuove raccolte di studi per viola. Tra esse vi sono le diverse raccolte di studi di Johannes Palaschko (op. 36, op. 44, op. 49, op. 55, op. 62, op. 86), Marco Anzoletti, Lillian Fuchs, Maurice Vieux, Hans Sitt e Enrico Polo. Anche le trascrizioni dal violino venivano revisionate in funzione dei problemi tecnici specifici della viola. Analogamente, quei violinisti che pure continuavano a insegnare la viola avevano maggiore consapevolezza delle differenze tecniche tra i due strumenti, sia per le diteggiature sia per quanto riguarda la tecnica d'arco. Louis Bailly, tra i primi studenti di Laforge e diplomatosi con il massimo dei voti, si trasferì negli Stati Uniti; Bailly promosse lo studio della viola e nel 1925 entrò a far parte del corpo docente del Curtis Institute of Music. All'epoca anche la Eastman School of Music aveva una classe di viola, affidata a Samuel Belov nel 1922; la maggior parte delle istituzioni musicali statunitensi era tuttavia molto conservatrice e la viola rimarrà in molti istituti uno strumento secondario per il quale non erano previsti corsi di studio specifici e il cui insegnamento era solitamente delegato a qualche violinista. Un momento di svolta decisivo è stata la ricostruzione dopo la seconda guerra mondiale, quando molte università statunitensi formarono un proprio quartetto d'archi in pianta stabile, aprendo una classe anche per lo strumento e affidando solitamente al violista del quartetto la cattedra di Professor of viola. Anche in Europa lo studio della viola è stato sistematizzato nello stesso periodo, colmando i divari rispetto agli altri strumenti ad arco.

## Didattica contemporanea
Oggi l'insegnamento della viola è distinto da quello del violino; ancora qualche violinista suona ed insegna la viola, ma affinché ciò sia fruttuoso è imprescindibile conoscere e padroneggiare le differenze tecniche tra i due strumenti per poter affrontare i problemi di studio relativi. A volte gli studenti in età infantile vengono avviati per i primi anni allo studio del violino, per via delle sue dimensioni più maneggevoli, e vengono fatti passare allo studio della viola solo in un secondo momento. Questa era una pratica comune in passato, mentre molti insegnanti preferiscono ormai avviare direttamente gli studenti su viole da studio di misura ridotta. Il passaggio dal violino alla viola come già detto non è infatti banale e richiede attenzione sotto diversi aspetti, tra i quali l'emissione sonora e l'individuazione del corretto equilibrio dell'arco, che richiede un punto di contatto e un peso notevolmente differenti rispetto al violino, il riposizionamento e la corretta estensione della mano sinistra e l'acquisizione di un vibrato ampio e meno rapido.